# Snapper Rocks

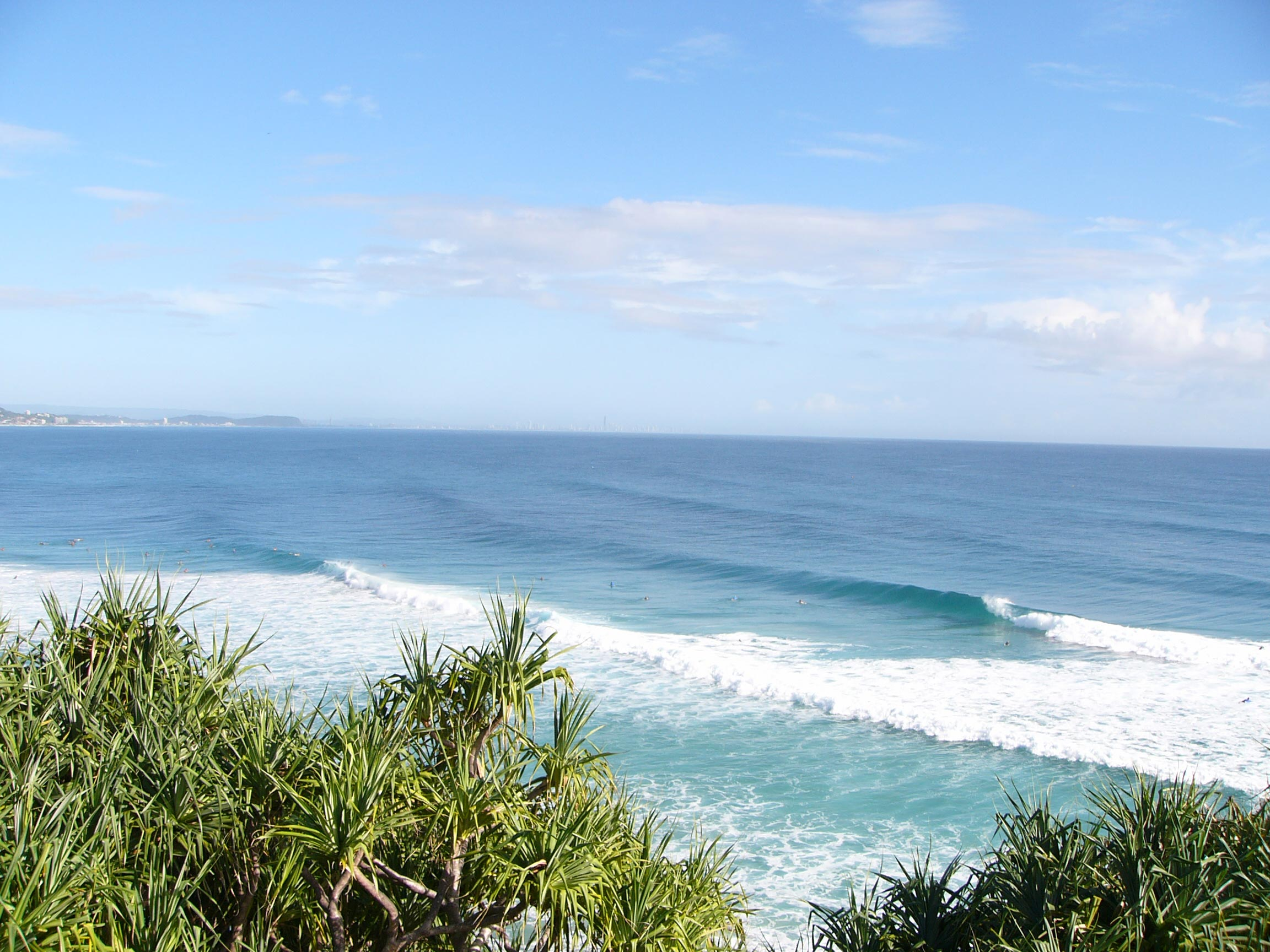
Snapper Rocks.

Snapper Rocks es una famosa rompiente situada en Gold Coast, Australia, zona donde también existe gran cantidad de point breaks muy importantes entre los surfistas como Kirra, Superbank o Duranbah.

## La ola
Snapper Rocks es una de las olas de derechas más importantes del mundo y se encuentra entre Queensland y Nueva Gales del Sur, en pleno corazón de Gold Coast. La playa de Snapper Rocks y su respectiva rompiente se encuentra a la izquierda de la ola artificial Superbank, y esta a su vez, deja a la izquierda otra de las olas míticas de Australia, Kirra. En un día normal, el recorrido surfeable de esta ola está entre los 50 y los 300 metros de largo.
Desde 2002, Snapper Rocks es sede de una de las pruebas puntuables del ASP World Tour patrocinado por la compañía de ropa y material de surf Quiksilver.